# Alexis Lamouche
Pour les articles homonymes, voir Lamouche.
Jules-Louis-Alexis Lamouche, né à Paris 8e le 26 mai 1875 et mort le 14 mars 1937 à Clisson,, est un militaire français.

## Biographie
Jules Louis Alexis Lamouche est le fils de Jean Louis Lamouche et de Marie-Louise Leclerc. Il épouse à Nantes, le 7 janvier 1902, Marie Mabilais, fille d'un notaire.  
Il est reçu au concours de l'École spéciale militaire de Saint-Cyr en 1895. Le 19 décembre 1908, alors lieutenant au 65e régiment d'Infanterie, il donne une conférence à la Société de géographie commerciale de Nantes, sur les Landes de Ruchard. 
Mobilisé sous le matricule 705, capitaine au 44e régiment d'infanterie, 5e compagnie, il est écrit à son sujet à l'occasion de sa décoration comme chevalier de la Légion d'honneur, qu'il a très bien commandé et fait preuve des plus belles qualités militaires. Il perd l'usage du bras droit à la suite d'une blessure grave par éclat d'obus, le 18 septembre 1914 à Autrêches. 
Dans les années 1920, il est chef du bureau de recrutement de Lille.
Le Génie rural commande en 1932 au colonel Alexis Lamouche, une étude visant à déterminer des points de captage d'eau potable pour les communes de Loire-Atlantique.

## Reconnaissance
- Croix de guerre 1914–1918, palme de bronze
- Chevalier de la Légion d'honneur, en date du 18 janvier 1916[7],[9]
- Officier d'académie (1928)
- Prix Jules-Gosselet de la Société des sciences, de l'agriculture et des arts de Lille en 1926[10],[11]
- Lauréat de la Société des Sciences[10]

## Publications
- « Observations relatives à la tectonique du Massif Armoricain », Bulletin de la Société géologique des mines de Bretagne, 1" série, t. IV, Fasc. 2,‎ 1923, p. 141-150 (lire en ligne).
- Fossiles caractéristiques. Terrains de l'ère tertiaire (Nummulitique), 1925-1928 (lire en ligne)Ouvrage attribué à tort à l'homonyme Léon Lamouche. Preuve en est la page 9, où l'auteur indique qu'il était en 1909 lieutenant d'infanterie à Nantes, tandis que Léon Lamouche était alors en Turquie.
- « Étude tectonique de l'île de Groix », Bulletin de la Société des sciences naturelles de l'Ouest de la France,‎ 1929 (lire en ligne).
- L'Eau potable dans la presqu'île de Guérande, étude hydrogéologique (lire en ligne).